# Трудові армії
Трудові́ а́рмії  — з'єднання Червоної Армії, які після закінчення громадянської війни у 1920 — 1922 частково використовувалися на роботах при відбудові промисловості.
В Україні спільною постановою Ради Народних Комісарів РРФСР та Всеукраїнського Революційного Комітету від 21 січня 1920 трудові армії були оформлені з частин Південно-Західного фронту; вони працювали в основному на відбудові Донбасу: залізничного транспорту, промислових закладів та видобутку вугілля, заготівлі харчів тощо, але були зобов'язані зберегти свою боєздатність. З уваги на наступ армії Врангеля з Криму і поляків з заходу більшість частин трудових армій повернулася на фронти воєнних дій. У березні 1921 трудові армії були підпорядковані Раді Праці, а в кінці того ж році ліквідовані.

Одна з форм примусового залучення робочої сили в промисловість та на транспорт у період «воєнного комунізму». Створювались шляхом реорганізації окремих військових підрозділів, в основному використовувалися в таких галузях народного господарства, як транспорт (залізничні війська), видобуток вугілля, лісозаготівля, будівельні роботи. Деякі форми трудових армій зберігалися протягом усього радянського часу (будівельні війська, залізничні).